# Калачская возвышенность
Кала́чская возвы́шенность — возвышенность на юге Восточно-Европейской равнины, на левобережье Дона, между реками Битюг и Хопёр, в пределах Воронежской, Волгоградской, Ростовской областей России. Высота до 240 м. Представляет собой юго-восточные отроги Среднерусской возвышенности.
Калачская возвышенность сложена верхнемеловыми (мел, мергель) и палеогеновыми (глины, пески, песчаники) отложениями, перекрытыми ледниковыми отложениями и лёссовидными покровными суглинками. Склоны сильно расчленены долинами, оврагами и балками. Встречаются валуны ледника. Главные реки — левые притоки Дона: Осередь, Толучеевка, Песковатка.
Район неустойчивого увлажнения.
Почвы — обыкновенные и южные чернозёмы. В основном представляет собой богаторазнотравные-типчаковоковыльные степи. Большинство балок облесено, байрачные леса выходят на приводораздельные склоны. Сохранились дубравы, среди которых Шемякинский лес, Шипов лес и другие. В дубравах произрастают клён остролистный (юго-восточная граница ареала), липа. Отмечен вяз шершавый, обычны копытень европейский, купена многоцветковая. Только в данном флористическом районе региона встречаются орляк обыкновенный, пролесник многолетний, Лазурник трёхлопастный, перловник поникший. Бо́льшая часть возвышенности распахана под посевы пшеницы, ржи, проса, подсолнечника.
Крупнейшие населённые пункты Калачской возвышенности: города Бутурлиновка и Калач, сёла Заброды и Воробьёвка, посёлок Пригородный (Воронежская область), станица Нехаевская (Волгоградская область).